# Paul Pimsleur
Paul Pimsleur (17 de octubre de 1927 – 22 de junio de 1976) fue un lingüista, que estudió lingüística aplicada, desarrollando el Método Pimsleur de aprendizaje de idiomas. Sus obras y publicaciones influyeron en las teorías y los métodos de aprendizaje de los idiomas. 

## Legado
Desde su creación en 1977, The ACTFL-MLJ Paul Pimsleur Award for Research in Foreign Language Education, se dan premios cada año en su nombre.
El colega de trabajo de Paul, Charles Heinle, continuó desarrollando los cursos del Método Pimsleur hasta que vendió la empresa a Simon & Schuster Audio en 1997.
En 2006, la hija de Pimsleur, Julia Pimsleur, continúa con la enseñanza del lenguaje con una serie de DVD para niños pequeños llamada "Little Pim".

## Desarrollo profesional
Su primer cargo involucrado enseñanza fonética francesa y fonología de la Universidad de California, Los Angeles. Después de salir de la UCLA, Pimsleur pasó a cargos docentes en la Universidad Estatal de Ohio, donde fue profesor de enseñanza del idioma francés y extranjeros. En ese momento, el programa de enseñanza de idiomas extranjeros en OSU fue el programa doctoral importante en ese campo en los EE. UU. Mientras que en la Universidad Estatal de Ohio, creó y dirigió el Centro de Escucha, uno de los más grandes laboratorios de idiomas en los Estados Unidos. El centro fue desarrollado en conjunto con Ohio Bell Telephone y permitió a su propio ritmo de estudio idioma mediante una serie de cintas automatizadas y le pide que se entregaron a través del teléfono. 
Más tarde, Pimsleur fue un profesor de educación y lenguas romances en la Universidad Estatal de Nueva York en Albany, donde fue profesor en la educación dual y francés. Fue profesor Fulbright en la Universidad Ruprecht Karl de Heidelberg en 1968 y 1969 y miembro fundador del Consejo Americano para la Enseñanza de Lenguas Extranjeras (ACTFL). Realizó investigaciones sobre la psicología del aprendizaje de idiomas y en 1969 fue jefe de la sección de psicología del aprendizaje de segundas lenguas en el Congreso Internacional de Lingüística Aplicada. 
Su investigación se centra en la comprensión del proceso de adquisición del lenguaje, sobre todo el proceso de aprendizaje de los niños, que hablan una lengua sin conocer su estructura formal. El término "aprendizaje orgánico" se aplicó a ese fenómeno. Para ello, se estudió el proceso de aprendizaje de los grupos constituidos por niños, adultos, y adultos en varios idiomas. El resultado de esta investigación fue el sistema de la lengua Pimsleur aprendizaje. Sus numerosos libros y artículos tuvo un impacto en las teorías del aprendizaje de idiomas y la enseñanza. [2] 
En el período de 1958 a 1966, Pimsleur estudios revisados previamente publicados sobre los factores lingüísticos y psicológicos implicados en el aprendizaje de idiomas. Él también llevó a cabo varios estudios de forma independiente. Esto llevó a la publicación en 1963 de una monografía coautor bajo rendimiento, en el Aprendizaje de Lenguas Extranjeras, que fue publicado por la Modern Language Association of America. 
A través de esta investigación, se identificaron tres factores que pueden ser medidos para calcular la aptitud lingüística: la inteligencia verbal, la capacidad auditiva y la motivación. Pimsleur y sus colaboradores desarrollaron la batería Pimsleur Language Aptitude (PLAB) sobre la base de estos tres factores para evaluar la aptitud lingüística. Fue uno de los educadores de la primera lengua extranjera a mostrar interés en los alumnos que tienen dificultades en el aprendizaje de una lengua extranjera, mientras que haciendo bien en otros temas. Hoy en día, la PLAB se utiliza para determinar la aptitud de aprendizaje de idiomas o incluso una discapacidad de aprendizaje de idiomas entre los estudiantes de secundaria.

## Trabajos destacados
- Pimsleur, Paul; Quinn, Terence (editors). The psychology of second language learning: papers from the Second International Congress of Applied Linguistics, Cambridge, 8-12 September 1969. London, Cambridge University Press, 1971. ISBN 0-521-08236-6
- Poems make pictures; pictures make poems. Poems by Giose Rimanelli and Paul Pimsleur. New York : Pantheon Books. 1972. ISBN 0-394-92387-1
- Pimsleur, Paul. Encounters; a basic reader. [simplified by] Paul Pimsleur [and] Donald Berger. New York, Harcourt Brace Jovanovich. 1974. ISBN 0155226857
- Pimsleur, Paul. How to learn a foreign language. Boston, Mass. : Heinle & Heinle Publishers, 1980.

## Otras lecturas
- Hommage à Paul Pimsleur / mise en œuvre, Robert Galisson. Paris : Didier, 1977 (en francés)